# 根本正勝
根本 正勝（ねもと まさかず、1979年4月27日 - ）は、日本の俳優。

## 人物
- 福島県本宮市出身。
- O型。牡牛座。未年。身長173cm。足のサイズ27cm。
- 特技はバスケットボール（歴3年）、水泳（歴10年）、料理、倒立。
- 家族構成：父、母、兄、実家猫2匹（ジャムちゃん、チャラちゃん）

## 来歴
・1997年、高校卒業と同時に上京し、幼い頃からの夢であった俳優を志す
・2002年、劇団kanikuso〜人学楽生〜の第1回公演「forse」蓮見修司役
・2006年6月、篠田光亮・青木堅治とともにJACKJACKとして活動開始
・2006年9月、JACKJACKに加藤良輔が加わり4人で活動
・2007年10月26日、同年10月末日でJACKJACK解散を発表。また、同日付で所属事務所のおふぃすいっとく退社
・2007年11月 - 2013年2月28日　株式会社bambooに所属
・2008年7月11日、中村誠治郎とのユニット「Ash」（アッシュ）でアーティストとしても活動。作詞・作曲・ボーカル
・2013年3月1日 - 2016年8月31日　株式会社キティ内 いずみ企画 に所属
事務所イベントで脚本・演出も手掛けるようになる
・2016年11月7日 -　株式会社トキエンタテインメントに所属

## 出演（俳優）

### ドラマ
- ブラザー☆ビート 第4話（2005年11月3日、TBS）
- 七人の敵がいる! 〜ママたちのPTA奮闘記〜（2012年、東海テレビ） - 佐々木映太 役
- 牙狼-GARO- -魔戒ノ花- 第3話（2014年4月19日、テレビ東京系列）
- Eテレ・ジャッジ「逆に聞こう!なぜ唄わない?」（2015年4月14日 - 12月8日、NHK Eテレ） - ウタイジュンペイ 役
- HEAT 第6話（2015年8月11日、フジテレビ）
- 金曜プレミアム「女医・倉石祥子4・死の内科病棟」（2016年10月21日、フジテレビ） - 今宮淳 役
- ガキ☆ロック〜浅草六区人情物語〜（2017年4月14日 - 、Amazonプライムビデオ） - 黒川 役
- ラブホの上野さん season2 第3話（2017年10月25日、フジテレビ） - 山内 役
- たびメイト（2018年10月3日 - 12月26日、TOKYO MX） - Section 3 ※ナレーション
- 月曜名作劇場「内田康夫サスペンス 警視庁岡部班2 ～多摩湖畔殺人事件～」（2018年11月12日、TBS）- 岩崎ホテルマン 役
- 年の瀬ドラマ「ブスだって I LOVE YOU」（2018年12月27日、テレビ朝日） - バーの男 役
- 高嶺と花 第6話・第7話（2019年5月28日・6月4日、フジテレビ） - 上司 役
- 日曜劇場「集団左遷！」 最終話（2019年6月23日、TBS）- 行員後藤 役
- 日曜劇場「ノーサイド・ゲーム」 第4話（2019年8月4日、TBS） - 営業部員 役
- プレミアムドラマ「盤上の向日葵」 第1話（2019年9月8日、NHK BSプレミアム） - 木下記者 役
- このミステリーがすごい大賞ドラマシリーズ「死亡フラグが立ちました」 第7話（2019年12月5日、関西テレビ） - 野田プロデューサー 役
- ドラマスペシャル『微笑む人』（2020年3月1日、テレビ朝日） - 記者 役
- ドラマスペシャル 堂場瞬一サスペンス『ラストライン 刑事 岩倉剛』（2020年6月29日、テレビ東京） - 記者の父親 役
- 連続ドラマW『セイレーンの懺悔』第2話（2020年10月25日、WOWOW） - 警察 役
- OUR STORIES〜120秒の物語〜 第14話「お盆」（2022年8月11日、カンテレ） - 長男 役
- 金曜ドラマ『クロサギ』 第1話（2022年10月21日、TBS） - バーテンダー 役

### CM
- ブルドックソース 「&Bull-Dog」（2018年）
- 貴金属・宝石・時計・ブランド・着物の買取専門店 ザ・ゴールド (2018年) ケーシー高峰、大橋規子と共演
- アサヒ緑健 「緑効青汁」（2018年） - ナレーション
- LINE Pay 割り勘あるある（2018年）
- 麒麟麦酒 「零ICHI」WEB-CM 対決！零ICHI！焼肉篇（2018年）
- 引越革命（2019年） -ナレーション
- 「ベストブライダル」WEB-CM アートグレイス篇、青山グレース篇（2020年）

### 映画
- プレイボール（2002年）
- Dust people Wonderland（F≒ache） - 主演・小島聖 役
- 第2写真部（2009年） - 近藤進 役
- 窓ノ外ノ世界（2009年） - 飛鳥山志郎 役
- グラフィティ!!（2014年） - 川崎二朗 役
- 23時59分59秒（2015年） - 大森達也 役[1]
- U-31（2016年） - 笠原隆輔 役
- アタシラ。（2017年）[2]
- 500円の後悔（2017年） - 田中 役[3]
- 一人の息子（2018年） - 市宮洋介 役[4][5]
- 恋するアンチヒーロー THE MOVIE（2019年） - 佐々木誠二 役
- HERO〜2020〜（2020年） - 木村大地 役
- 終わりが始まり（2022年） - 主演・柏木大輝 役（峯岸みなみとW主演）[6]
- 追想ジャーニー（2022年） - 白衣の男 役

### 舞台
2002年
- kanikuso〜人学楽生〜 第1回公演『force』（12月7日・8日、浅草橋アドリブ小劇場） - 蓮見修司 役

2003年
- kanikuso〜人学楽生〜 第2回公演『サブストーリー 〜ゼロ〜』（5月16日 - 18日、浅草橋アドリブ小劇場） - 四谷 明 役

2004年
- kanikuso〜人学楽生〜 第4回公演『ルリハコベ』（4月16日 - 18日、浅草橋アドリブ小劇場） - 主演・上川朗 役
- kanikuso〜人学楽生〜 第5回公演『pooh ぷ〜』（12月3日 - 5日、浅草橋アドリブ小劇場） - 主演・竹岡由森 役

2005年
- ZONE FESTIVAL 10th anniversary『鏡の魚』（8月25日 - 28日、シアターサンモール） - 村山源五郎丸 役

2006年
- アタックNO.5（新宿SPACE107） - 加々見晃司 役
- ミュージカル『森は生きている』（7月26日 - 30日、全労済ホール スペース・ゼロ / 8月12日・13日、新神戸オリエンタル劇場） - 五月の精 役
- クラブ ゴールドジパング（8月31日 - 9月3日、シアターサンモール） - カイ 役

2007年
- ロッケンロールファイヤー!!（2月20日 - 25日、全労済ホール スペース・ゼロ） - 石井正也 役
- Z団 第6回公演『ハナレウシ』（5月9日 - 13日、シアターサンモール） - 久坂玄瑞 役
- 円盤ライダー第3弾『仕込んでいこう！』（8月21日 - 26日、シアターグリーン BOX in BOX THEATER） - 川口良介 役
- 『少年陰陽師 ＜歌絵巻＞ ―この少年、晴明の後継につき―』（10月4日 - 8日、サンシャイン劇場） - 神楽波全 役

2008年
- ネオロマンス♡ステージ『遙かなる時空の中で 舞一夜』（1月25日 - 2月3日、サンシャイン劇場 / 2月13日 - 16日、新大阪メルパルクホール） - 藤原鷹通 役
- *pnish* プロデュース vol.3『リバースヒストリカ』（4月14日 - 20日、青山円形劇場） - 明智光秀 / 浜崎 役
- ネオロマンス♡ステージ『遙かなる時空の中で 舞一夜』再演（8月13日 - 17日、なかのZERO大ホール） - 藤原鷹通 役
- プラスイズム第6回公演『MURAISM』（11月12日 - 18日、新宿シアターブラッツ） - 三井裕也 役

2009年
- ネオロマンス♡ステージ『遙かなる時空の中で 〜朧草紙〜』（1月4日 - 18日、サンシャイン劇場 / 1月31日 - 2月1日、大阪厚生年金会館 芸術ホール） - 藤原鷹通 役
- K Dash Stage 朗読劇『苦情の手紙』（2月14日、博品館劇場） - 男1 役
- Z団 第7回公演『BARAGA鬼ki』（4月22日 - 26日、全労済ホール スペース・ゼロ / 5月2日・3日、松下IMPホール） - 主演・土方歳三 役
- キリン食堂 第5回公演『MOZU啼く城』（6月24日 - 28日、俳優座劇場） - 栗栖 役
- ネオロマンス♡ステージ『遙かなる時空の中で 〜朧草紙〜』再演（8月12日 - 16日、なかのZERO大ホール） - 藤原鷹通 役
- 『鬼の棲み家』（10月15日 - 18日、シアターグリーンBIG TREE THEATER） - 与四郎 役
- 劇団TEAM-ODAC 5周年記念 第8回公演『ダルマ』（11月25日 - 29日、青山円形劇場） - 主演・ダルマ 役

2010年
- 『BUTLER×BATTLER 〜執事王選手権〜』（1月21日 - 24日、シアターサンモール） - サトウ ミツヒロ 役
- K Dash Stage『コントンクラブ image2』（4月11日、シアターサンモール） ※日替わりゲスト
- K Dash Stage『メモリーズ5 〜キミが好きダ。〜』（6月2日 - 6日、シアターサンモール） - 筒井康介（坂本龍馬） 役
- Z団 第9回公演『BARAGA鬼ki』再演（8月6日 - 15日、全労済ホール スペース・ゼロ / 8月21日 - 22日、京都府立文化芸術会館） - 主演・土方歳三 役
- 実験劇場 劇団イケ袋『リーマン☆ロック』（9月25日、高田馬場ラビネスト） ※ゲスト出演
- ダンスオペラ『麗人 ‐美しき戦士たち‐』（10月2日、森ノ宮ピロティホール） - 川島芳子の実父、田中 役 ※二役
- 『ストラルドブラグ』（10月13日 - 17日、シアターサンモール） - プルート将軍 役
- 『絆 -少年よ、大紙を抱け-』（11月18日 - 23日、新国立劇場 中ホール） - 川尻真平 役
- 『激動の時を越えて BUTLER×BATTLER 〜聖夜の贈りもの〜』（12月22日 - 26日、シアター1010）- 万代寺啓一郎 役

2011年
- 『深説・ハ犬伝 〜村雨恋奇譚〜』（2月11日 - 24日、シアタークリエ） - 犬村大角礼儀 役
- 『プリンスセブン 〜フツーの王子をぶっとばせ!!〜』（4月8日 - 17日、シアターグリーン） - グラン 役
- 『らん -2011New version!!-』（5月22日 - 29日、前進座劇場） - イタチ 役
- bpm公演『池田屋チェックイン』（9月14日 - 18日、天王洲 銀河劇場） - 山崎烝 役
- 『絆2011 -少年よ、大紙を抱け-』（10月20日 - 25日、新国立劇場 中ホール） - 川尻真平 役
- 『裏切りは僕の名前を知っている Vol.1』（12月21日 - 25日、博品館劇場） - 祗王泠呀 / 若宮奏多 役

2012年
- Office ENDLESS Produce.vol 11 『四谷怪談』（7月5日 - 8日、両国シアターΧ） - 大石内蔵助 役
- 『裏切りは僕の名前を知っている Vol.2』（8月1日 - 5日、前進座劇場） - 祗王泠呀 / 若宮奏多 役
- 『僕は飛べるはず』（8月16日 - 19日、新宿ゴールデン街劇場） - 主演・アキーム 役
- 『真田十勇士 〜カッコ良くなきゃ死ぬだけさ〜』（9月21日・22日、サンケイホールブリーゼ / 9月29日 - 10月8日、全労済ホール スペース・ゼロ） - 穴山小助 役
- 『裏切りは僕の名前を知っている Vol.3』（11月18日 - 25日、シアター1010） - 祗王泠呀 / 若宮奏多 役
- 舞台『ライン』 - タスク（佑） 役 ※声の出演

2013年
- 本格文學朗読劇『極上文學 夢十夜』（1月17日 - 21日、シアターサンモール） - 時 役
- ミュージカル『熱帯男子』（2月7日 - 17日、全労済ホール スペース・ゼロ） - 兵次 役
- 音楽朗読劇『イキヌクキセキ 〜十年目の願い〜』（4月10日 - 13日、東京グローブ座） - 内田友和 役
- WBB vol.4『川崎ガリバー』（4月20日 - 28日、青山円形劇場） - トキムラ 役
- 朗読劇『しっぽのなかまたち2』（5月3日・4日、エコー劇場） - 光太朗 / ルパン 役
- 『銀河英雄伝説 初陣 もうひとつの敵』（8月1日 - 6日、日本青年館 大ホール） - ウォルフガング・ミッターマイヤー 役
- キティ/劇団たいしゅう小説家 Present's『余白な僕ら』（10月30日 - 11月4日、全労済ホール スペース・ゼロ） - 主演・池上雅也 役
- 劇団つきかげプレ旗揚げ公演『女海賊ビアンカ』東京公演（11月27日 - 12月1日、AiiA Theater Tokyo） - ジェノバの大使 役

2014年
- 舞台『華アワセ』〜 based on 『華アワセ 蛟編』 〜（1月21日 - 26日、天王洲 銀河劇場） - 唐紅 役
- Glorious Creations×劇団TEAM-ODAC公演『BLACK10』（2月5日 - 9日、全労済ホール スペース・ゼロ） - 服部清蔵 役
- 舞台『蝶々殺人事件』（3月12日 - 16日、紀伊國屋サザンシアター） - 由利麟太郎 役
- 劇団つきかげプレ旗揚げ公演『女海賊ビアンカ』 大阪公演（4月19日・20日、森ノ宮ピロティホール） - シルバー 役
- ミステリーステージ『名探偵コナン 〜殺意の開演ベル〜』（6月4日 - 15日、紀伊國屋サザンシアター TAKASHIMAYA / 20日 - 22日、松下IMPホール） - 猪原大地 役
- シャトナー of ワンダー #1『ロボ・ロボ』（8月29日 - 9月1日、サンシャイン劇場） - ドクター1001 役
- 『バカフキ！』（11月16日、全労済ホール スペース・ゼロ） ※日替わりゲスト
- Kitty presents『HYSTERIC6』（12月2日 - 9日、CBGKシブゲキ!!） - 出水雪也 役

2015年
- ミュージカル『SAMURAI 7』（1月17日 - 25日、天王洲 銀河劇場） - ウキョウ 役
- 『ドン・ドラキュラ』（4月9日 - 14日、AiiA 2.5 Theater Tokyo） - モリス 役
- Kitty presents vol.2 『Little Fandango』（7月8日 - 12日、あうるすぽっと） - マクスウェル / ピート ※二役
- 美内すずえ×ガラスの仮面劇場『女海賊ビアンカ』（9月9日 - 13日、AiiA 2.5 Theater Tokyo） - シルバー 役
- なかよし60周年記念ミュージカル『リボンの騎士』（11月12日 - 17日、赤坂ACTシアター / 12月3日 - 6日、シアターBRAVA!） - ナイロン卿 役

2016年
- Kitty presents vol.3 シャトナー of ワンダー #3『ロボ・ロボ』（1月16日 - 24日、天王洲 銀河劇場） - ドクター1001 役
- 『烈！バカフキ！』（4月14日 - 17日、Zeppブルーシアター六本木） - セイバ 役
- 『若様組まいる』（8月7日 - 14日、天王洲 銀河劇場） - 中村友男 役 

2017年
- Kitty Entertainment Presents『紅き谷のサクラ〜幕末幻想伝 新選組零番隊〜』（1月12日 - 15日、天王洲 銀河劇場） - 作・演出 
- 舞台『ちるらん 新撰組鎮魂歌』（4月7日 - 10日、森ノ宮ピロティホール / 20日 - 30日、天王洲 銀河劇場） - 新見錦 役
- 劇団シャイニング from うたの☆プリンスさまっ♪『天下無敵の忍び道』（6月22日 - 25日、シアターGロッソ / 6月29日 - 7月2日、新神戸オリエンタル劇場） - 羅刹 役
- 舞台『恋するアンチヒーロー』（10月5日 - 9日、新宿スターフィールド） - レッド 役

2018年
- 東京マハロ『明日、泣けない女／昨日、甘えた男』（1月18日 - 28日、東京芸術劇場 シアターウエスト） - 藤原 役
- Bears Train 第2回公演『リバースヒストリカ』（3月7日 - 11日、中目黒キンケロ・シアター） - 浜崎 / 明智光秀 役
- ヘロヘロQカムパニー 第36回公演『舞台版・無限の住人～完結編～』（5月13日 - 22日、全労済ホール スペース・ゼロ） - 天津影久 役（Wキャスト）
- 舞台『バクステ』（6月13日 - 17日、赤坂レッドシアター） - 赤澤 役
- ミュージカル『In Touch』（8月17日 - 18日、水戸芸術館 ACM劇場 / 8月30日 - 9月2日、シアタートラム） - ショーセフ 役
- 舞台『信長の野望・大志 -冬の陣- 王道執行 ～騎虎の白塩編～』（11月8日 - 12日、シアター1010） -  上杉謙信 (輝虎) 役
- 舞台『呪いの万華鏡～図地反転～ / 呪いの49日～表と裏～』（12月19日 - 24日、中野HOPE / 中野テルプシコール ）- 坂本ゆうすけ 役（Wキャスト）

2019年
- 舞台『伊賀の花嫁 その三 「ズルい女」編』（2月2日 - 11日、三越劇場） - 滝川 役
- 『Being at home with Claude 〜クロードと一緒に〜』（4月13日 - 28日、横浜赤レンガ倉庫 1号館3Fホール） - 刑事 役
- 舞台『信長の野望・大志 夢幻 ～本能寺の変～』（5月18日、戸田市文化会館 / 21日 - 26日、シアター1010） - 上杉謙信 (輝虎) 役
- 舞台『HERO』（7月31日 - 8月4日、ヒューリックホール東京） - 木村大地 役
- 舞台『200億の電波』（8月22日 - 9月1日、吉祥寺シアター） - 金田一 役
- 朗読劇『HARAJUKU～天使がくれた七日間～』（9月21日・23日、労音大久保会館R'sアートコート） - 英雄 役
- 音楽劇『ハムレット』（10月22日 - 25日、天空劇場） - クローディアス 役
- 舞台『信長の野望・大志 -零- 桶狭間前夜 ～兄弟相克編～』（11月14日 - 20日、かめありリリオホール / 23日、名古屋特殊陶業市民会館 ビレッジホール） - 上杉謙信 (輝虎) 役

2020年
- ミュージカル『憂国のモリアーティ』Op.2（7月31日 - 8月10日、天王洲 銀河劇場 / 8月14日 - 16日、京都劇場） - マイクロフト・ホームズ 役
- WBB vol.17『川崎ガリバー once again』（9月25日 - 10月4日、スペース・ゼロ） - トキムラ 役 ※10月2日 - 4日の公演は事情により中止
- 劇団シャイニング from うたの☆プリンスさまっ♪『BLOODY SHADOWS』（11月5日 - 8日、シアター1010 / 19日 - 23日、COOL JAPAN PARK OSAKA WWホール） - ホメロス 役
- ロンドンコメディ『Run For Your Wife』（12月16日 - 20日、六行会ホール） - ボビー・フランクリン 役 ※新型コロナによる2度の延期を経て上演

2021年
- 企画演劇集団ボクラ団義 - Play Again - vol.10『鏡ニ映ラナイ女 記憶ニ残ラナイ男』（4月7日 - 11日、あうるすぽっと） - 刑事 役
- 舞台『信長の野望・大志 最終章 ～群雄割拠 関ヶ原～』（7月23日 - 29日、かめありリリオホール） - 上杉謙信 (輝虎) 役 ※新型コロナによる延期を経て上演したがキャストの感染により26日 - 29日の公演中止
- 舞台『THRee'S』（8月25日 - 31日、シアター1010） - 董卓 役 ※新型コロナによる公演中止
- 舞台『文豪ストレイドッグス 太宰・中也・十五歳』（10月5日 - 12日、よみうり大手町ホール / 16日 - 17日、COOL JAPAN PARK OSAKA WWホール / 21日 - 24日、シアター1010） - 森鴎外 役
- 舞台『ROOKIES』（11月18日 - 23日、東京シアター1010 / 11月26日 - 28日、サンケイホールブリーゼ / 11月30日、滋賀 栗東芸術文化会館さきら） - 主演・川藤幸一 役

2022年
- 『GARNET OPERA』（1月21日 - 30日、EX THEATER ROPPONGI） - 足利義昭 役 ※新型コロナにより大阪公演が中止
- 舞台『文豪ストレイドッグス STORM BRINGER』（6月24日 - 27日、日本青年館ホール / 7月2日・3日、東大阪市文化創造館 Dream House大ホール） - 森鴎外 役
- 『ワールドトリガー the Stage』大規模侵攻編（8月5日 - 14日、品川プリンスホテル ステラボール / 8月19日 - 21日、京都劇場） - ヴィザ 役　※新型コロナにより東京8日 - 14日公演中止 
- 音楽劇『まほろばかなた』（10月28日 - 11月6日、天王洲 銀河劇場） - 勝海舟 役
- 『はじまりのカーテンコール〜your Note〜』（12月2日 - 12月11日、六行会ホール） - ウエマツ 役

2023年
- 舞台『文豪ストレイドッグス 共喰い』（6月9日 - 11日、COOL JAPAN PARK OSAKA WWホール / 6月22日 - 7月2日、日本青年館ホール） - 森鴎外 役
- ミュージカル『憂国のモリアーティ』Op.5 -最後の事件-（8月24日 - 27日、メルパルクホール / 9月1日 - 10日、天王洲 銀河劇場） - マイクロフト・ホームズ 役
- 舞台『回路』（10月17日 - 21日、シアターサンモール） - 主演・流山交治役（高崎翔太、馬場良馬とトリプル主演）
- 音楽朗読劇 THE LITTLE MATCH GIRL 〜アンデルセン童話『マッチ売りの少女』より〜（11月25日 - 27日・12月1日、博品館劇場）

2024年
- 『ROCK MUSICAL BLEACH』〜Arrancar the Beginning〜（5月12日 - 26日、天王洲 銀河劇場 / 5月31日 - 6月2日、COOL JAPAN PARK OSAKA WWホール） - 浦原喜助 役
- 舞台『生き逃げ』（7月31日 - 8月4日、シアターグリーン BIG TREE THEATER）
- 舞台『リーマンズクラブ』（9月5日 - 11日、シアターサンモール） - 宮澄建 役
- 朗読劇『文豪LETTERS』（12月27日、ドームホール（北とぴあ6F））- B（正岡子規、芥川龍之介、谷崎潤一郎、室生犀星、夏目鏡子 ほか）役 

2025年
- 『ROCK MUSICAL BLEACH』〜Arrancar the Final〜（2月8日 - 24日、天王洲 銀河劇場 / 3月1日 - 9日、COOL JAPAN PARK OSAKA WWホール） - 浦原喜助 役
- 舞台『ある日、ある時、ない男。』（8月25日 - 9月16日〈予定〉、東京グローブ座 / 9月21日 - 28日〈予定〉、梅田芸術劇場シアター・ドラマシティ / 10月4日 - 7日〈予定〉、J:COM北九州芸術劇場 大ホール）

## 出演（声優）

### テレビアニメ
2007年
- 家庭教師ヒットマンREBORN!（ボンゴレIV世）

2008年
- 遊☆戯☆王5D's（プラシド、アポリア）

### 劇場アニメ
2009年
- アジール・セッション（2009年7月25日 - 8月7日、テアトル新宿にて限定公開） - アキラ 役[22]

### ゲーム
- 遙かなる時空の中でシリーズ
  - 遙かなる時空の中で4（カリガネ）
  - 遙かなる時空の中で5（中岡慎太郎）
- 遊☆戯☆王ファイブディーズ タッグフォース5（プラシド）
- 遊☆戯☆王ファイブディーズ タッグフォース6（プラシド、アポリア）
- 遊戯王 デュエルリンクス（プラシド、アポリア）

### ドラマCD
- 遙かなる時空の中でシリーズ
  - 遙かなる時空の中で4 〜大地の書〜（カリガネ）
  - 遙かなる時空の中で4 〜瑞穂の国〜（カリガネ）
  - 遙かなる時空の中で5 夜明け前 壱（中岡慎太郎）

### 音楽CD
- 遙かなる時空の中で4 〜星影の詩〜/「飛翔を秘めた翼」（カリガネ）
- 遙かなる時空の中で4 〜時巡りの詩〜/「花盗人の空は千紫万紅」（カリガネ）
- Ash 01 White（2009年11月リリース）
- 遙かなる時空の中で5 〜白妙の恋唄①〜/「心腹の友よ〜時代は夜明けを待っている〜」（中岡慎太郎）

## ラジオ
- ゴールデンラジAsh（2012年10月26日 - 2013年8月30日放送、ワロップアプリラジオ）

## CD（Ash）
- 2009/08/12発売『WithYou』(CD&DVD）
- 2009/11/06発売  1st Mini Album『01 White』
- 2010/10/20発売  2nd Album『UNBREAKABLE』
- 2011/11/14発売  3rd Album『not easy』
- 2012/09/28発売  4th Album『PRECIOUS』
- 2013/10/11発売  5th Album『spider』
- 2015/07/07発売  6th Full Album『W』

### ライブ（Ash）
- 2009/12/11：1stLive『01White〜冷やし中華始め…いや、ライブ始めました!〜』（Shibuya asia P）
- 2010/4/9：2ndLive『Sprash!!』（SHIBUYA Glad(旧 Shibuya asia P)）
- 2010/6/11：3rdLive『W-Growth-』（原宿アストロホール）
- 2010/11/6：4thLive『UNBREAKABLE』（原宿アストロホール）
- 2011/04/23：Ash LIVE TOUR『ADVANCE』（原宿アストロホール）
- 2011/06/17：Ash LIVE TOUR『ADVANCE』（ライブハウスSUNHALL）
- 2011/06/18：Ash LIVE TOUR『ADVANCE』（ライブハウス OYS）
- 2011/06/25：Ash LIVE TOUR『ADVANCE』（原宿アストロホール）
- 2012/01/07：Live『NEO』（SHIBUYA Glad）
- 2012/02/26：Live『Gift〜12日遅れのバレンタイン〜』（SHIBUYA Milkyway）
- 2012/06/23：Live『Sign』（SHIBUYA Glad）
- 2012/12/29：Live『The end of the year 2012』（Shibuya asia）
- 2013/06/08：Ash LIVE TOUR『W/E are Ash』（恵比寿club aim）
- 2013/06/15：Ash LIVE TOUR『W/E are Ash』（LIVE SQUARE 2nd LINE）
- 2013/06/29：Ash LIVE TOUR『W/E are Ash』（Mt.RAINIER HALL）
- 2013/12/31：Kitty Presents COUNTDOWN2013-2014-「kittyでないと!／Limiter」- 2部：Ash レコ発ONEMAN『Spider -Limiter-』（川崎club CITTA'）
- 2014/09/13：Ash Live Tour 2014 〜Rise〜（渋谷TSUTAYA O-Crest）15:00 / 19:00
- 2014/09/15：Ash Live Tour 2014 〜Rise〜（福島Out Line）16:00
- 2014/09/20：Ash Live Tour 2014 〜Rise〜（名古屋APOLLO BASE）17:00
- 2014/09/21：Ash Live Tour 2014 〜Rise〜（大阪ROCKTOWN）15:00 / 18:30
- 2014/09/23：Ash Live Tour 2014 〜Rise〜（福岡Queblick）14:30
- 2014/09/27：Ash Live Tour 2014 〜Rise〜（渋谷TSUTAYA O-WEST）18:00
- 2015/08/08：Ash Live Tour 2015 〜W〜（千葉LOOK）15:00 / 18:30
- 2015/08/09：Ash Live Tour 2015 〜W〜（郡山CLUB#9）15:00 / 18:30 根本正勝 凱旋トークライブ
- 2015/08/15：Ash Live Tour 2015 〜W〜（横浜BAYSIS）15:00 / 18:30
- 2015/08/22：Ash Live Tour 2015 〜W〜（梅田Shangri-La）15:00
- 2015/08/23：Ash Live Tour 2015 〜W〜（福岡DRUM SON）15:00 / 18:30 中村誠治郎 凱旋トークライブ
- 2015/08/29：Ash Live Tour 2015 〜W〜（渋谷CLUB QUATTRO）16:00
- 2015/12/29：Ash Live 〜The end of the year 2015〜（新宿FACE）17:00
- 2016/09/10：Ash Live Tour 2016『Astonish』（千葉LOOK）16:00
- 2016/09/11：Ash Live Tour 2016『Astonish』（横浜BAYSIS）15:00 / 18:30 AshトークイベントIN横浜
- 2016/09/17：Ash Live Tour 2016『Astonish』（心斎橋JANUS）16:00
- 2016/09/18：Ash Live Tour 2016『Astonish』（KYOTO MUSE）15:00 / 18:30 AshトークイベントIN京都
- 2016/09/24：Ash Live Tour 2016『Astonish』（Mt.RAINIER HALL SHIBUYA PLEASURE PLEASURE）15:00 Ash FINAL直前トークイベントIN東京 / 18:30
- 2016/09/25：Ash Live Tour 2016『Astonish』（Mt.RAINIER HALL SHIBUYA PLEASURE PLEASURE）14:00 / 18:30
- 2016/12/18：Ash Acoustic LIVE『12-twelve-』（ユーロライブ）14:00 / 18:00
- 2017/07/29：RSK presents.GROOVY ON（morph-tokyo）13:30 / 19:00 ※2部ゲスト出演
- 2017/12/31：Ashカウントダウンライブ『The end of the year 2017』（代官山SPACE ODD）23:30
- 2018/07/11：Ash 10th Anniversary Live『HOME GROUND』（Mt.RAINIER HALL SHIBUYA PLEASURE PLEASURE）14:30 トークステージ / 18:30
- 2019/03/09：Ash Live 『epilogue』（代官山SPACE ODD）14:30 / 19:00
- 2024/12/1：Ash LIVE「Ash is back」（GT LIVE TOKYO）14:30 / 18:30
- 2025/8/2：Ash 17th ANNIVERSARY Acoustic LIVE「UNISON」（LIVE SPACE racine du noix）14:00 / 18:30
- 2025/8/3：Ash 17th ANNIVERSARY Acoustic LIVE「UNISON」（LIVE SPACE racine du noix）13:00 / 17:30『アフタートークショー』

### イベント
- 2008/09/14：遙かなる時空の中で 〜舞一夜〜 ファン感謝祭（渋谷C.C.Lemonホール）15:30 / 18:30 ※Ashデビュー曲「With You」初披露
- 2009/07/26：Z団弾丸トークライブ『BARAGA-鬼KI』（原宿アストロホール）
- 2009/08/30 - 31：遙かなる時空の中で 〜朧草紙〜 ファン感謝祭（東京日本青年館大ホール）
- 2009/09/06：椎名鯛造＆根本正勝ファン感謝トークイベント（時事通信ホール）
- 2010/11/27：Webラジオ「素顔の少年」公開収録vol.3（新宿Daito）1部ゲスト
- 2015/01/31：Ash Live Tour 2014〜Rise〜 DVD発売記念イベント（朝日生命ホール）13:00 / 17:00
- 2015/02/01：Ash Live Tour 2014〜Rise〜 DVD発売記念イベント（浜離宮朝日ホール・小ホール）13:00 / 17:00
- 2015/12/30：Kitty the world（新宿FACE）13:00／18:00　『ラストデイ』脚本・演出（53分） - 上杉 役
- 2016/02/13：Ash Live Tour 2015〜W〜 DVD発売記念イベント（オスカーホール）13:00 / 16:30
- 2016/02/14：Ash Live Tour 2015〜W〜 DVD発売記念イベント（DDD青山クロスシアター）13:00 / 17:00
- 2016/07/09：Ash 8周年記念イベント（杉並区勤労福祉会館）14:00 / 18:00
- 2017/02/25：Ash Live Tour 2016〜Astonish〜 ライブDVD発売記念イベント（オスカーホール）13:00 / 16:30
- 2017/02/26：Ash Live Tour 2016〜Astonish〜 ライブDVD発売記念イベント（浅草花やしき　花やしき座）13:00 / 16:30

## 書籍

### ムック
- 舞台役者のREAL VOICE ヒョウゲンシャノキモチ。Vol.1（徳間書店 2015年9月3日）ISBN 4197204329
- TricksterAge Vol.23「BACK STAGE PASS」（徳間書店 2015年9月3日）ISBN 4197204310
- TricksterAge Vol.24「Ash秘密基地」（徳間書店 2015年10月2日）ISBN 4197204337
- TricksterAge Vol.26「Ash秘密基地 Vol.1」（徳間書店 2015年12月3日）ISBN 419720437X
- TricksterAge Vol.27「Ash秘密基地 Vol.2」（徳間書店 2016年2月2日）ISBN 4197204418
- TricksterAge Vol.28「Ash秘密基地 Vol.3」（徳間書店 2016年3月18日）ISBN 4197204442
- TricksterAge Vol.29「Ash秘密基地 Vol.4」（徳間書店 2016年5月14日）ISBN 4197204493
- TricksterAge Vol.30「Ash秘密基地 Vol.5」新曲歌詞（徳間書店 2016年8月1日）ISBN 4197204531
- TricksterAge Vol.31「Ash秘密基地 Vol.6」（徳間書店 2016年9月2日）ISBN 4197204566
- TricksterAge Vol.32「Ash秘密基地 Vol.7」連載最終回（徳間書店 2016年10月4日）ISBN 4197204582
- STAGE SQUARE vol.24『紅き谷のサクラ~幕末幻想伝 新選組零番隊~』ビジュアル撮影レポート（徳間書店 2016年12月27日）ISBN 4813900372